# Бремзер, Иоганн Готфрид
Иоганн Готфрид Бремзер (нем. Johann Gottfried Bremser; 1767—1827) — немецкий медик, зоолог и паразитолог; согласно «ЭСБЕ» известен как «лучший практический гельминтолог своего времени». Член общества «Леопольдина».

## Биография
Иоганн Готфрид Бремзер родился 17 августа 1767 года в городе Вертхайме. Учился в Йенском университете, затем переехал в Вену, где работал врачом. 
В 1811 году Бремзер был назначен хранителем крупнейшей в то время коллекции, которая насчитывала около 30000 природных экспонатов, среди которых были редкие виды улиток, кораллов, раковин, ценных камней и редких минералов, которые стали основой для создания в столице Австрии Музея естествознания.
Иоганн Готфрид Бремзер умер в Вене 21 августа 1827 года. 